# San Cristóbal (Buenos Aires)
San Cristóbal è un quartiere della capitale argentina Buenos Aires.

## Geografia
San Cristóbal è situato a sud ovest del centro di Buenos Aires e confina a nord con il quartiere di Balvanera, ad est con Constitución, a sud con Parque Patricios e ad ovest con Boedo.

## Storia
San Cristóbal fu istituito ufficialmente il 28 giugno 1869 dalle autorità municipali in accordo con la diocesi. Negli anni seguenti iniziarono ad essere tracciate le prime strade e ad essere costruite le prime case e residenze. Nel 1884 fu costruita la chiesa parrocchiale. L'anno seguente fu inaugurato il mercato di San Cristóbal, il più antico ancora funzionante nella capitale argentina.
Nel gennaio 1919 scoppiarono gravi incidenti tra la polizia e gli operai delle Officine Vasena, fabbrica situata nell'odierna plaza Martín Fierro, che ben presto sfociarono in una sanguinosa battaglia urbana che si protrarrà per diversi giorni e passerà alla storia come settimana tragica.

## Infrastrutture e trasporti
La principale via d'accesso al quartiere è l'autostrada 25 de Mayo, una delle principali arteria di comunicazione della capitale argentina e che attraversa San Cristóbal da est ad ovest.
San Cristóbal è servito dalle stazioni Entre Ríos-Rodolfo Walsh, Pichincha, Jujuy e General Urquiza della linea E e dalla stazione Humberto I° della linea H della metropolitana di Buenos Aires.